# Jan Ziółkowski (pisarz)
Jan Ziółkowski (ur. 10 lipca 1916 w Warszawie, zm. 12 sierpnia 2014) – polski prozaik, oficer LWP.

## Życiorys
Ukończył historię na Wydziale Pedagogicznym Uniwersytetu Warszawskiego. Brał udział w kampanii wrześniowej w 1939 roku. W okresie okupacji działał w tajnym nauczaniu, był oficerem Armii Krajowej. Uczestniczył w powstaniu warszawskim. Od 1945 służył w Ludowym Wojsku Polskim.
Tworzyć zaczął po II wojnie światowej, w okresie socrealizmu, któremu się nie w pełni poddał, ale jego dostrzegalne wpływy widoczne są w debiutanckiej powieści - obszernej trylogii historycznej Homines novi, ukazującej okres powstania Chmielnickiego, ale z akcentami położonymi na kwestie "sprawiedliwości społecznej" rozumianej w duchu komunistycznym (głównym bohaterem jest chłop). Powieść nie była wznawiana. Później skupił się na tworzeniu powieści historycznych, często z elementami marynistycznymi. Największą popularność zyskał wznawiany parokrotnie Kawaler Złotej Ostrogi. Dwie powieści napisał wspólnie z żoną Marią Ziółkowską (wcześniej Niemirow), autorką powieści dla młodzieży, z którą ożenił się w 1965 r., gdy obydwoje mieli już osiągnięcia literackie. Niektóre jego powieści, o których mówił publicznie, pozostały niewydane.

## Twórczość
- Na bursztynowym brzegu (1947, poezja)
- Homines novi (1955, trylogia)
- Kapitan królewski (1961)
- Kawaler złotej ostrogi (1967, o Marku Jakimowskim)
- Nierządnicy żywot atłasowy (1972, o Agnieszce Machównie)
- Słońce idzie od Polski (1979)
- Tajemniczy żeglarz (1983)
- Złota przędza (1986, zbiór baśni)
- Grzechy ojca Stanisława (1993)

z Marią Ziółkowską: 
- Rozbite lustro (1974)
- Złoty kolczyk (1975)

## Odznaczenia
- Warszawski Krzyż Powstańczy[3]